# Jost Amman
Jost Amman, také Jobst Ammann nebo latinsky Jodocus Amman (křtěn 13. června 1539 Curych – pohřben 17. března 1591 Norimberk) byl švýcarsko-německý kreslíř, ilustrátor, grafik, rytec, malíř, překladatel a editor knih doby renesance.

## Život
Pocházel z původem nizozemské šlechtické rodiny z Brugg. Jeho otec Johann Jakob byl profesorem klasických jazyků a logiky v curyšské škole a učené společnosti Collegium Carolinum a choralistou curyšského münsteru. Jost v collegiu získal klasické vzdělání, které v 60. letech využil k překladu tří latinských knih do němčiny. V letech 1554–1559 se v Curychu vyučil sklomalířem. Roku 1559 odešel jako tovaryš do Schaffhausenu, kde své sklomalby signoval IAG (Jost Amman Glasmaler), v letech 1559–1561 byl v Basileji tovaryšem v dílně sklomalíře Ludwiga Ringlera, kde kopíroval předlohy a signoval IAGVZ (Jost Amman Glasmaler von Zürich). Roku 1561 odešel do Norimberka, kde se vyučil dřevorytcem a malířem – koloristou ilustrací v tehdy nejvýznamnější německé grafické dílně Virgila Solise. Po mistrově smrti dílnu i s pomocníky a vydavatelskými právy převzal, pokračoval v ilustracích nedokončených edic a rozšířil je na dodnes ceněné a vydávané encyklopedie erbů, rodů, řemesel a oděvů. Oproti Solisovi dával přednost technice dřevorytu před mědirytem. Signoval iniciálami I.A.
Byl dvakrát ženatý: v letech 1574–1584 s Barbarou Wilckovou, vdovou po norimberském zlatníkovi a od roku 1585 se vdovou Elisou Malerovou; nezanechal potomky..

## Dílo (tištěné knihy)

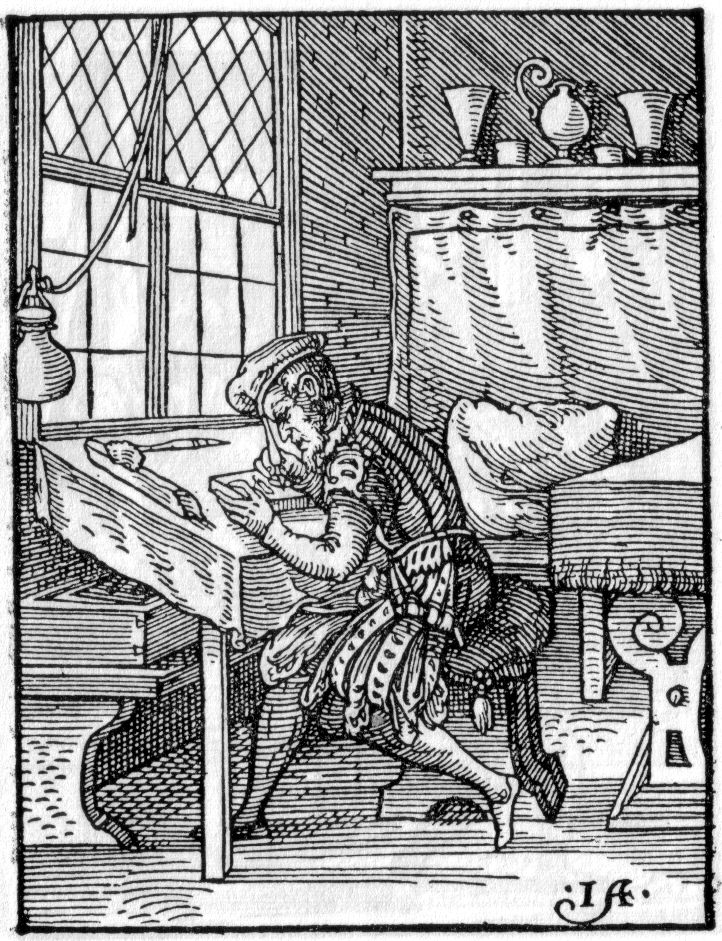
Dřevorytec

- Caij Plinij Secundi, Des fürtrefflichen Hochgelehrten Alten Philosophi Bücher und schrifften von der Natur, art und eigenschafft der Creaturen oder Geschöpffe Gottes (1565) německý překlad Pliniovy encyklopedie Naturalis historia
- Titus Liuius, Vnd Lucius Florus. Von Ankunfft vnd Vrsprung deß Römischen Reichs : der alten Römer herkommen, Sitten, Weyßheit... (1568), německý překlad Římských dějin Tita Livia a Epitome Lucia Flora
- Eygentliche Beschreibung aller Stände auff Erden hoher und nidriger, geistlicher und weltlicher, aller Künsten, Handwerken und Händeln... (1573), první ilustrovaná německá encyklopedie všech stavů, řemesel, umění a obchodu; verše Hans Sachs
- Leonhardt Fronsperger: Von Wagenburg und Feldtleger (1573)
- Hans Weigel: Habitus praecipuorum populorum tam virorum quam feminarum singulari arte depicti (1577); kniha mužských a ženských krojů
- Insignia Sacrae Caesareae Majestatis (1579), Kniha klenotů Svaté říše římské
- Thrasibulus Torrentinus: Gynaeceum sive theatrum mulierum. Dt.: Im Frauwenzimmer wirt vermeldt von allerley schönen Kleidungen und Trachten der Weiber... Vydal Sigmund Feyerabend, Frankfurt n. M., 1586; Gynaeceum neboli Divadlo žen, dámské oděvy, kroje a oděvní doplňky
- Charta lusoria (1588) Kniha o karetních hrách
- Wapen vnd Stammbuch Darinnen der Keys. Maiest. Chur vnd Fuersten Graffen Freyherrn deren vom Adel.... Vydal Sigmund Feyerabend, Frankfurt nad Mohanem (1589); kniha erbů a rodokmenů německé šlechty (heraldická příručka)[2]

## Originály a samostatné tisky
- Portrét Štěpána Báthoryho, (1585), olejomalba na plátně, Královský zámek Varšava
- Sklomalby
- Mars a Pomona, perokresba barevnými inkousty, Metropolitní muzeum umění, New York
- Globus terrestris mapa světa, mědirytina (1564)

## Ohlas v českém umění
Jeho figurálními kresbami a rytinami, zejména stylizací dívčích postav, byli ovlivněni čeští kreslíři novorenesančního stylu 2. poloviny 19. století, v ilustracích a sgrafitech například Mikoláš Aleš.

## Galerie

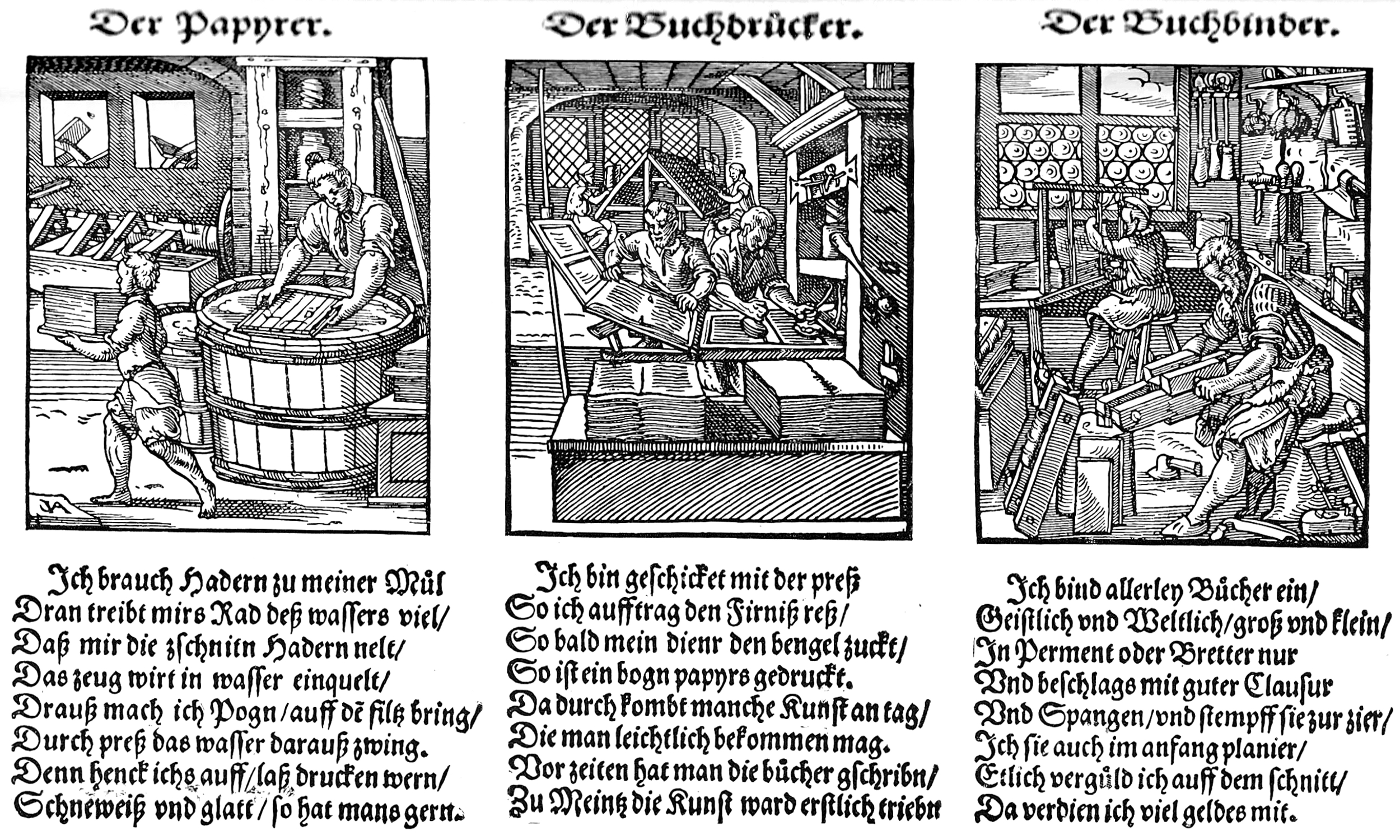
Papírníci, knihtiskaři a knihvazači
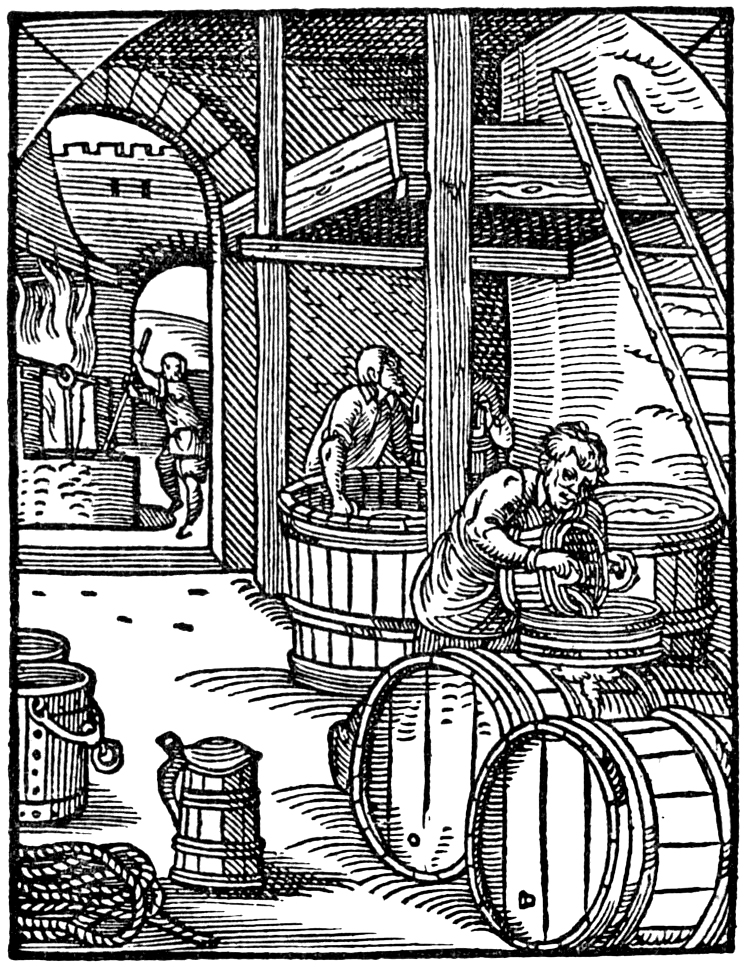
Sládek a pivovarští dělníci
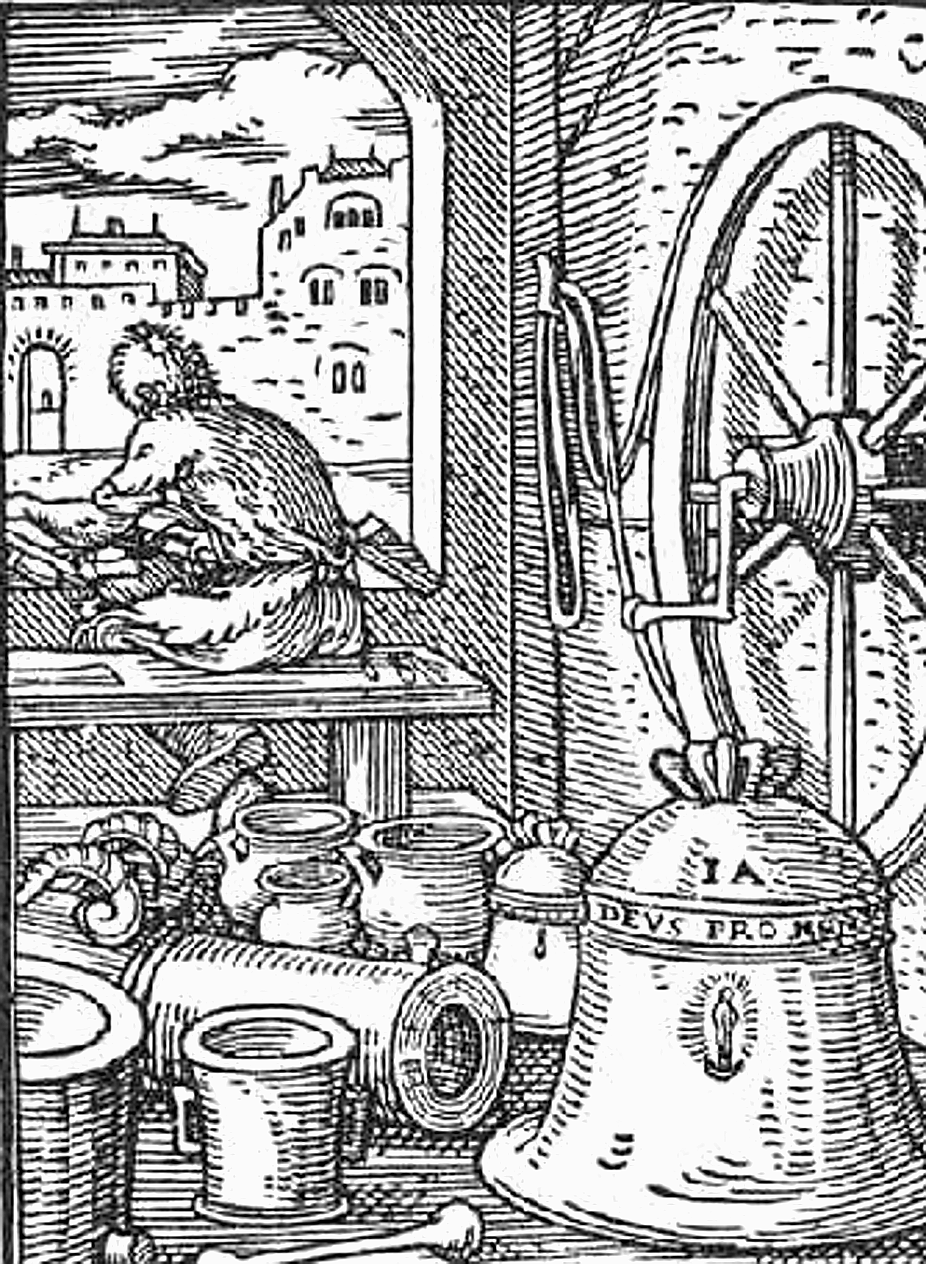
Zvonař
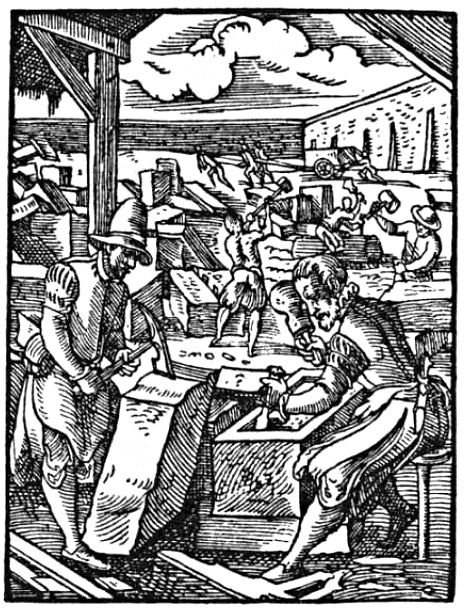
Kameníci
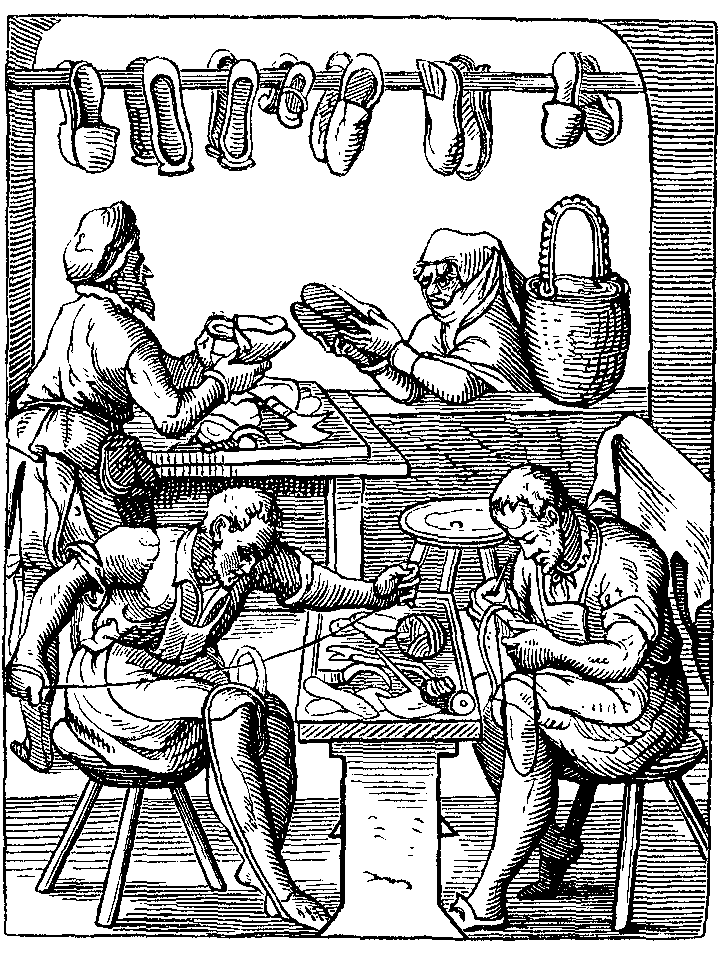
Obuvníci
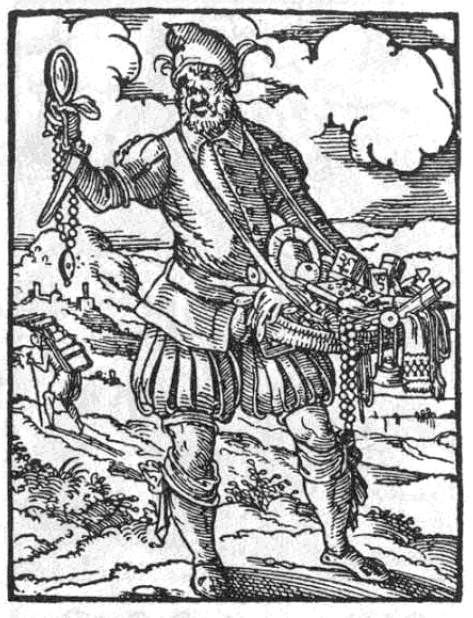
Kramář obchodující s cetkami
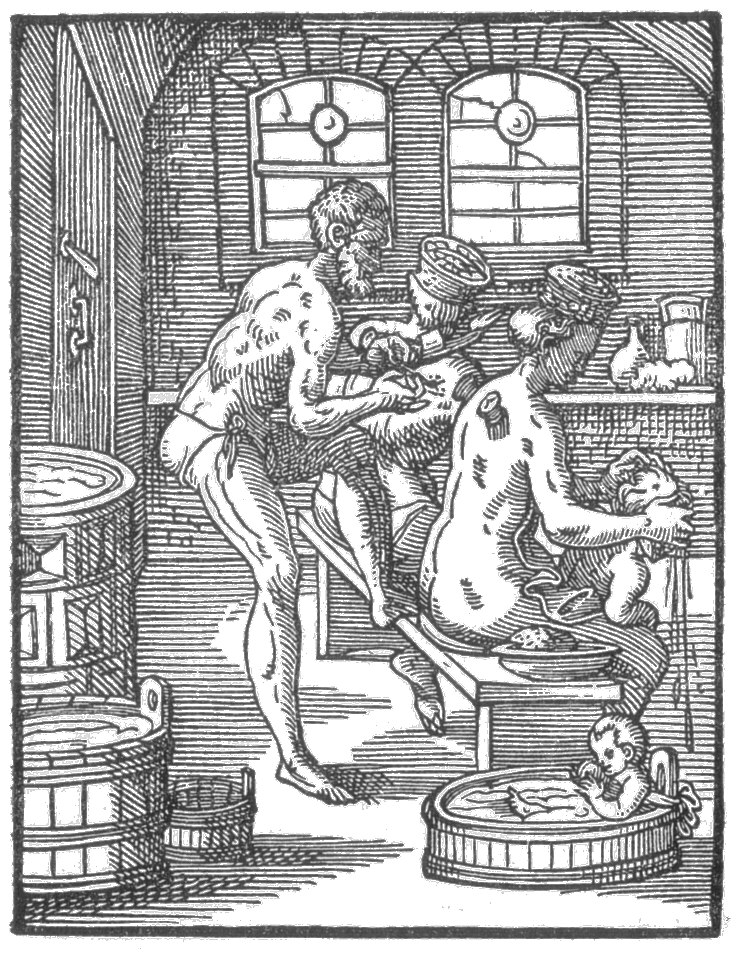
Lázeňský
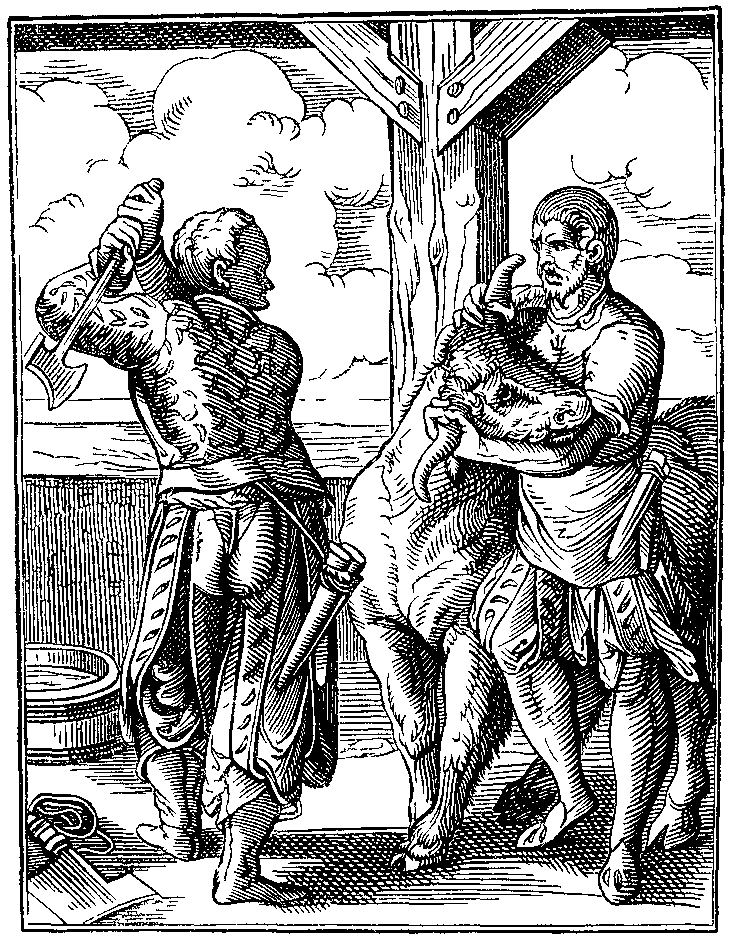
Řezník a jeho učeň
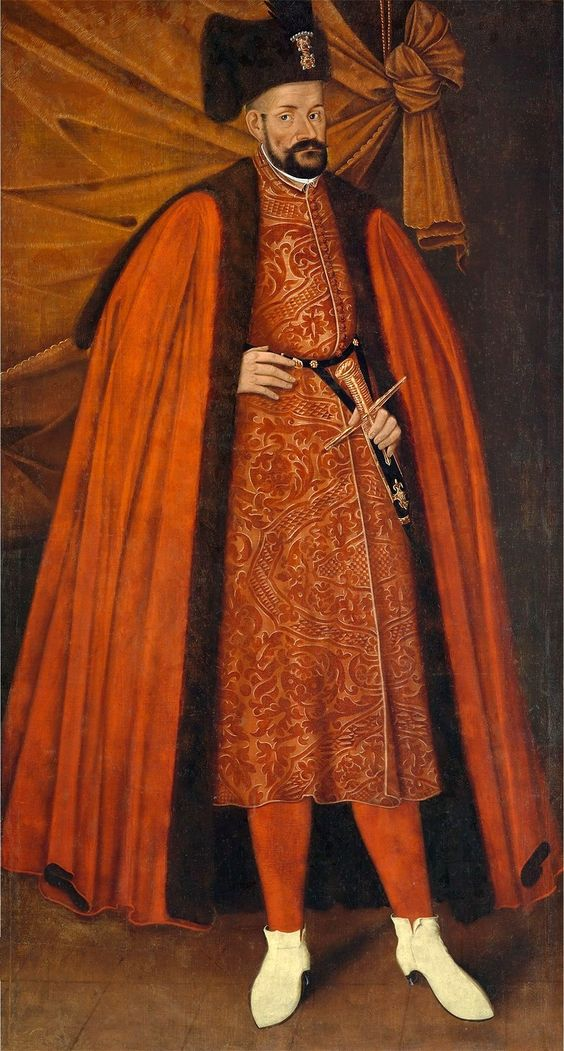
Štěpán Báthory
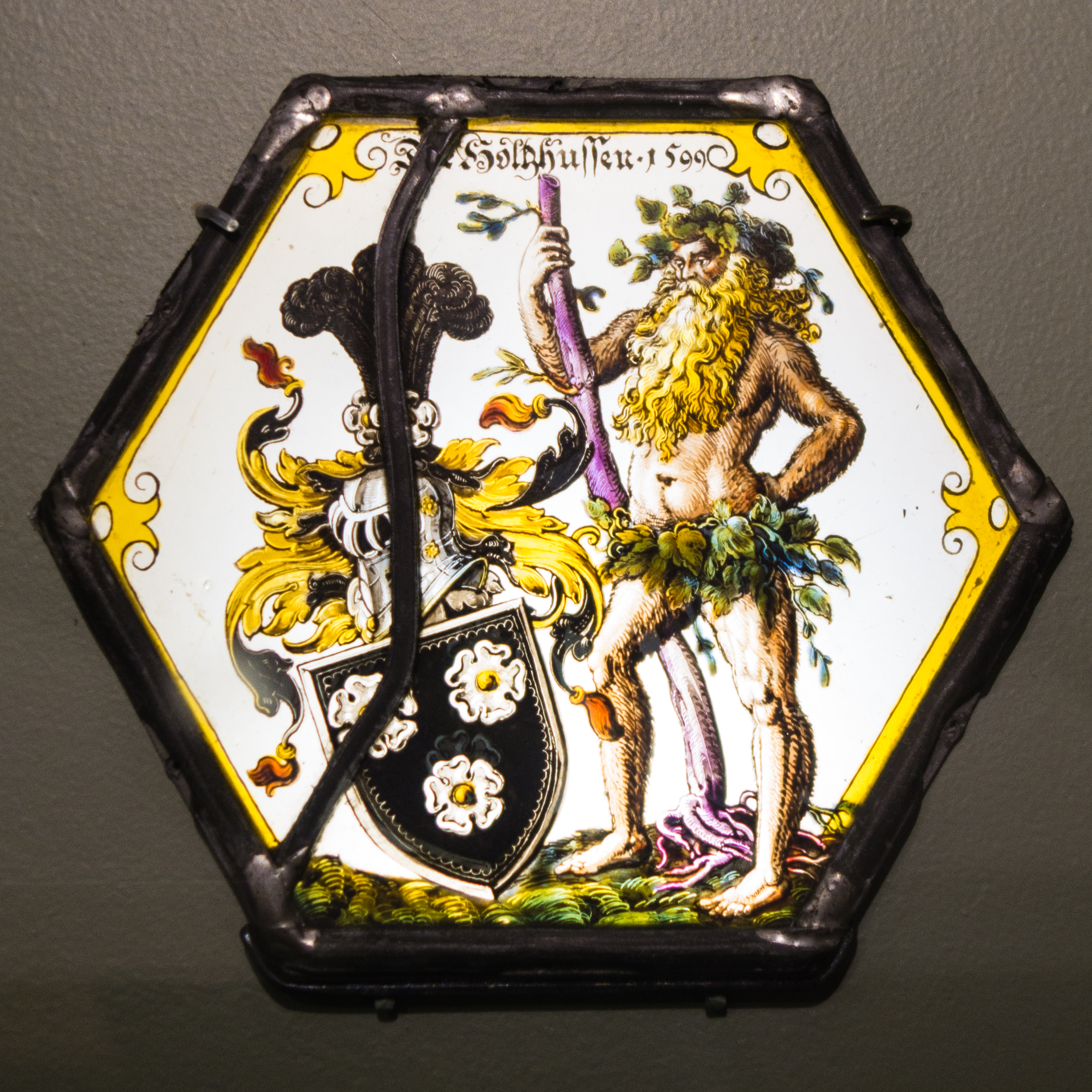
Erbovní sklomalba města Holzhausenu
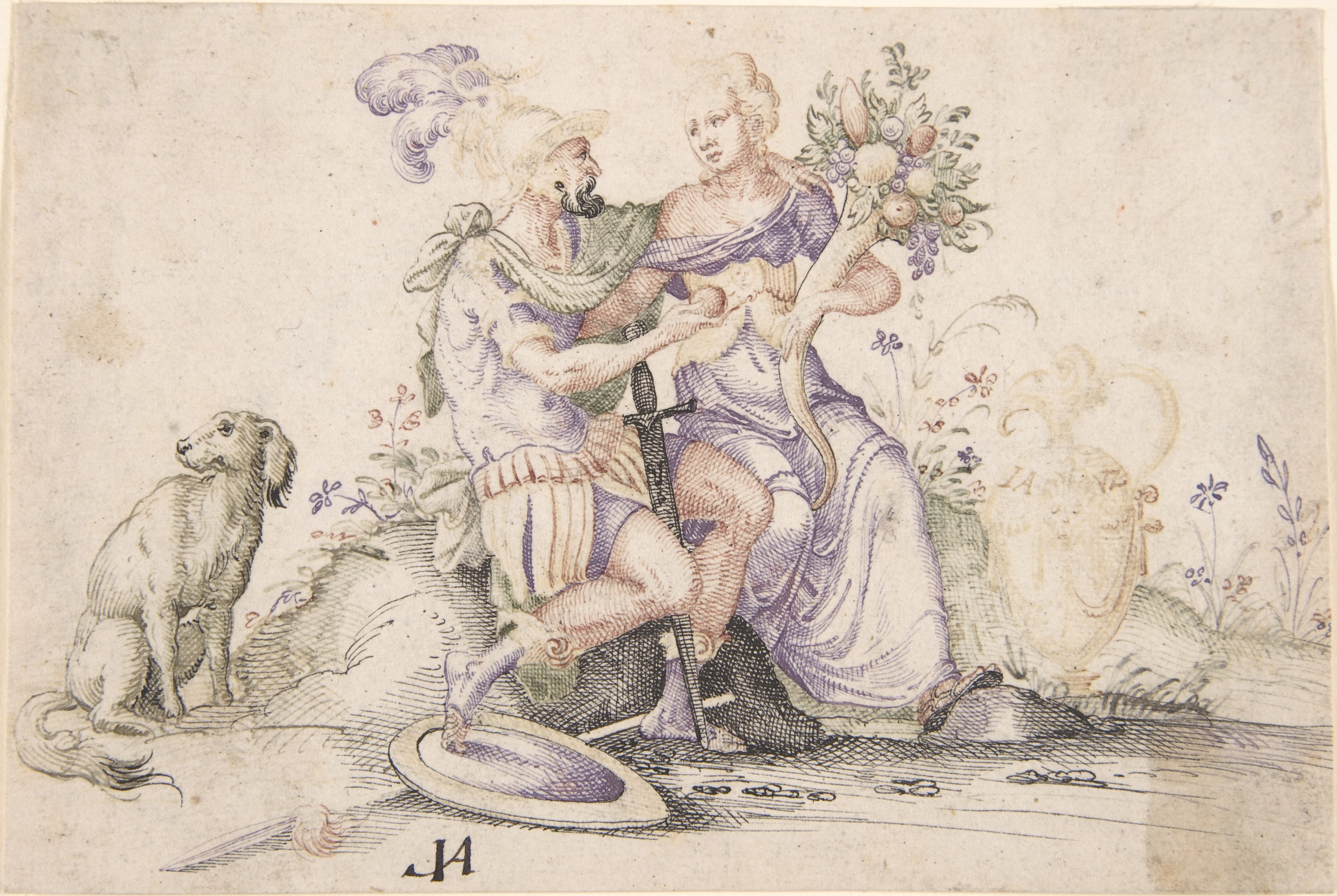
Mars a Pomona, perokresba
Mapa světa
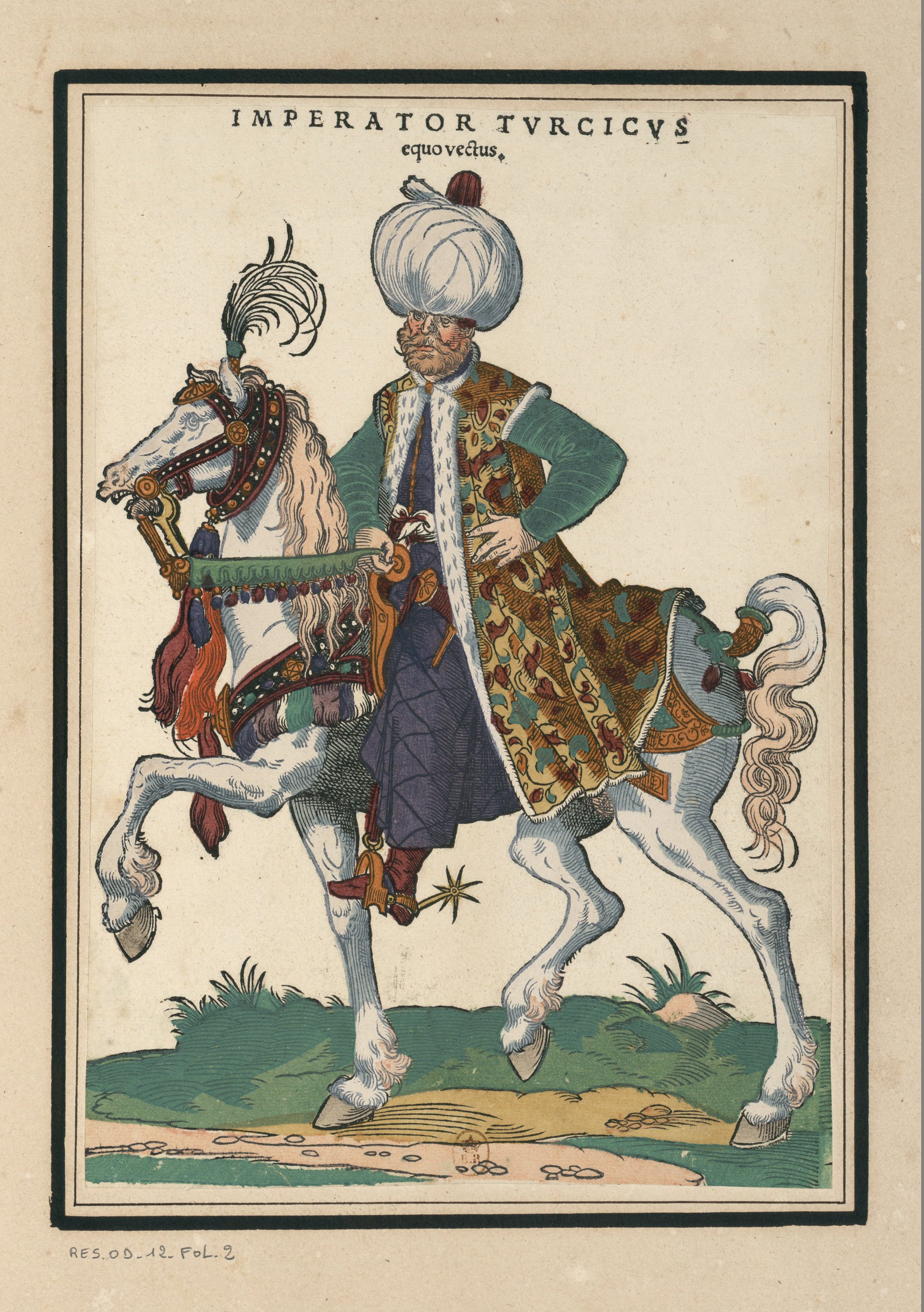
Turecký paša ze série tureckých oděvů
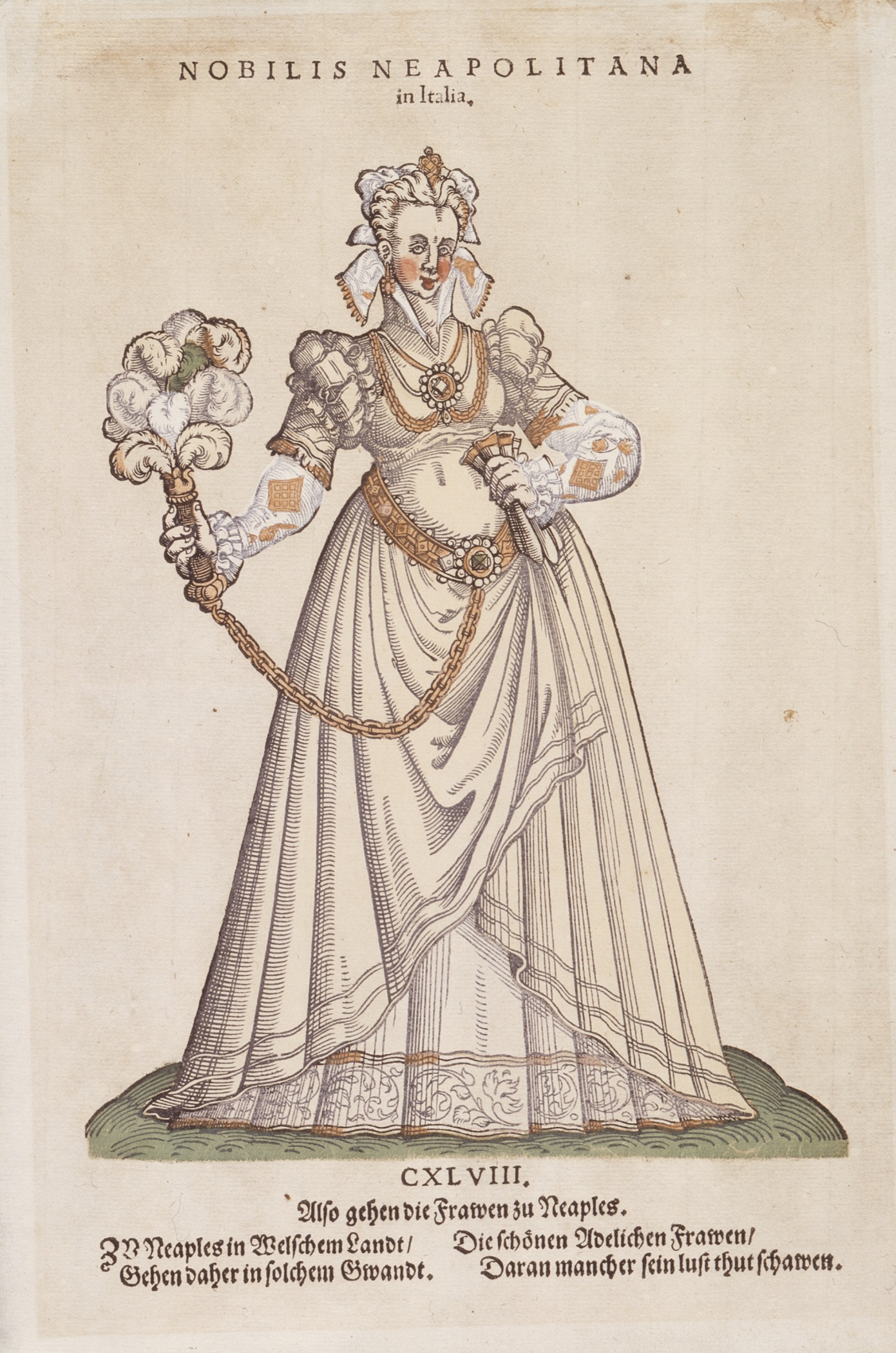
Neapolská šlechtična
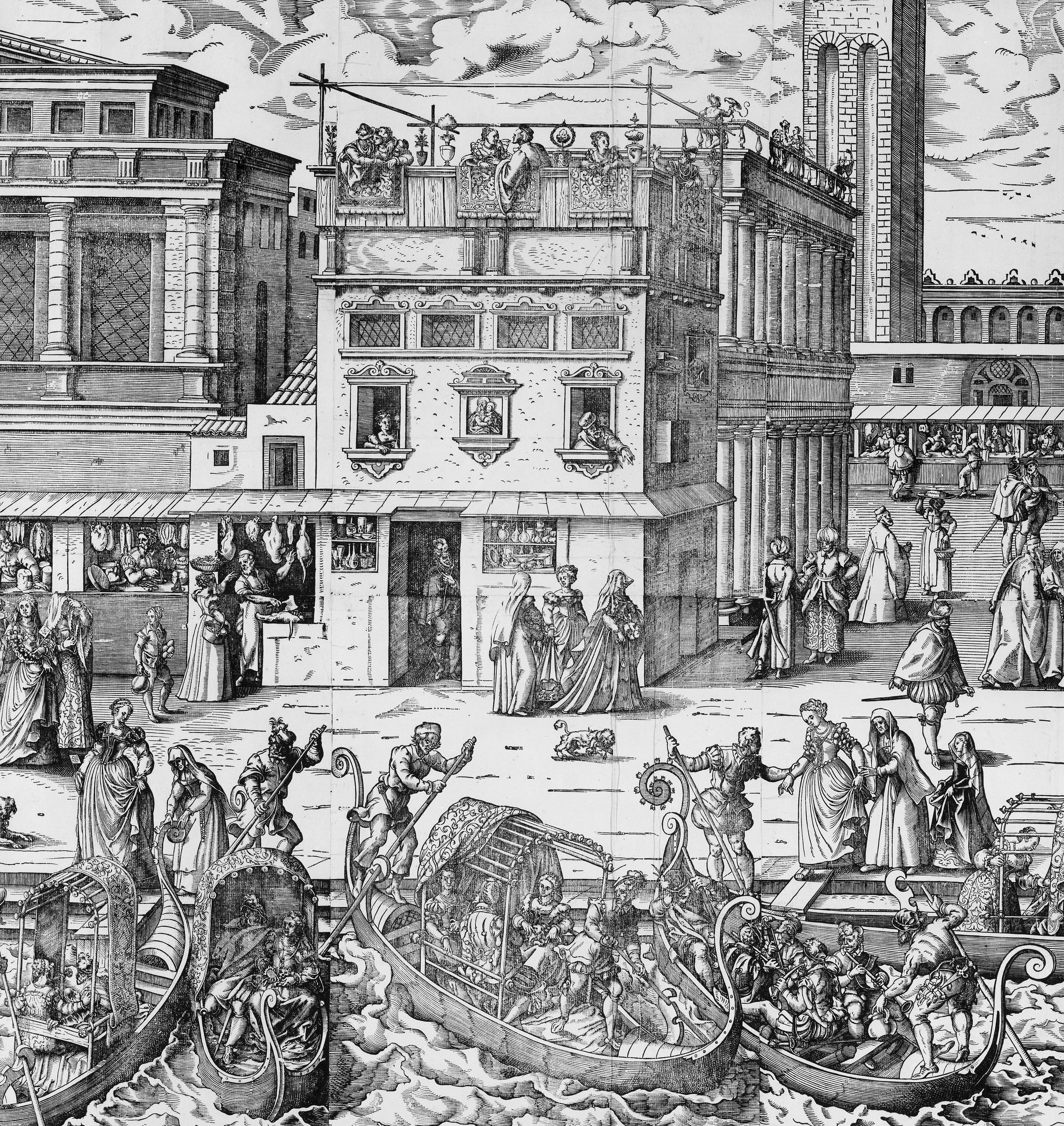
Svatební průvod v Benátkách